# Zeyk család

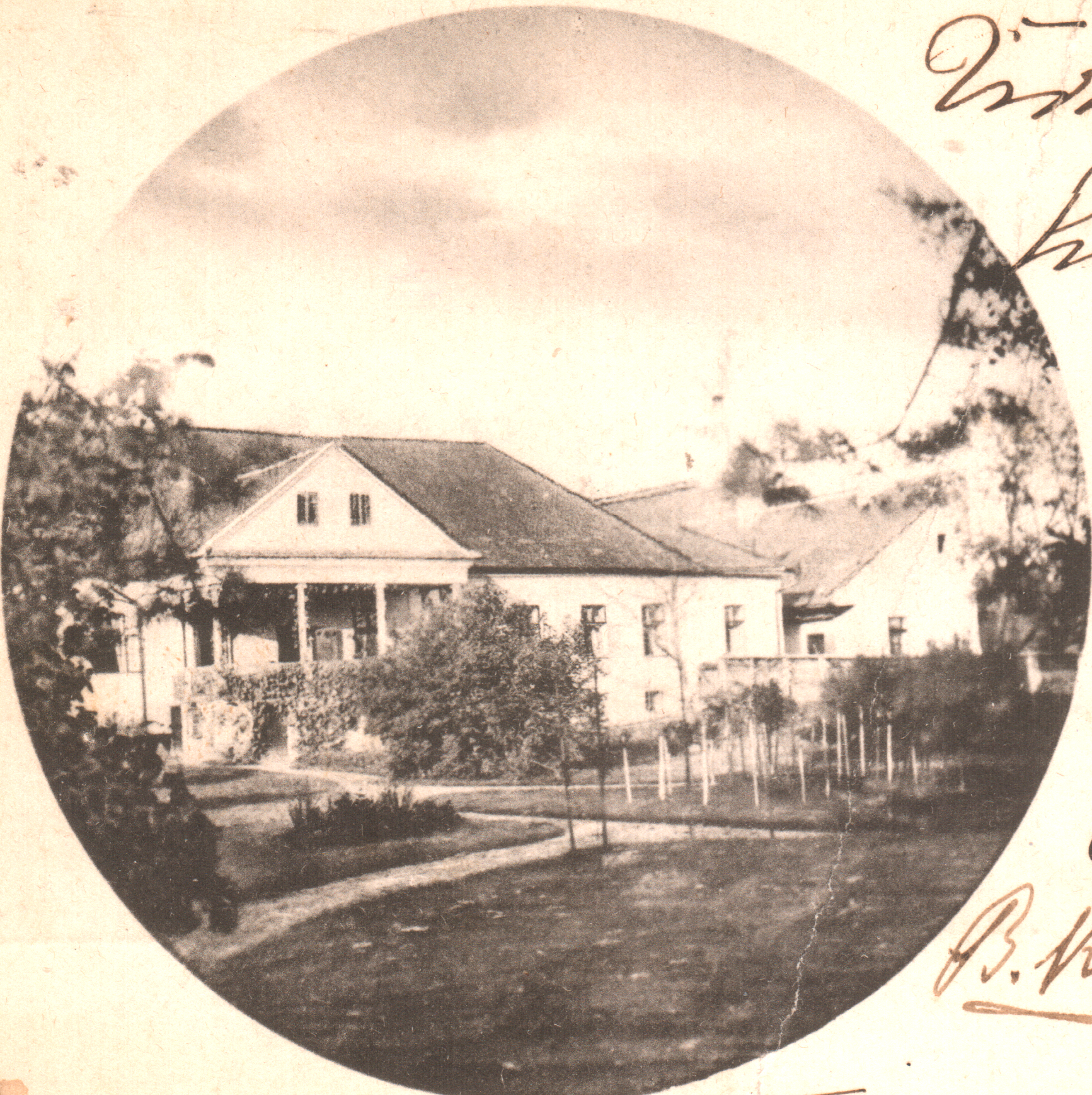
A nagyenyedi Kemény–Zeyk-udvarház

A zeykfalvi nemes és báró Zeyk család egy régi eredetű magyar nemesi család.

## Története
A család Hunyad vármegyéből származik, az egyik legrégebbi magyar nemesi család. A családfát Kőváry László készítette el, első ősként Zayek Lászlót nevezi meg, aki 1236-ban élt. Dédunokája Péter volt, aki a nikápolyi csatatéren harcolt, 1372-ben pedig László vajdától adományként Oklos község birtokát kapta. Péter fia, László kapta a később a családnevet és az előnevet is szolgáltató Zeykfalva birtokát 1404-ben. Megemlítendő még az 1758-ban elhunyt Mózes, aki Fejér vármegye főispánja volt. Mózes ükunokája, József, ugyancsak szót érdemel, ő kapta a családban a bárói címet Ferenc Józseftől 1895. június 29-én.

## Ismertebb családtagok
- Zeyk László (1809-1892) magyar honvédszázados, jogász, törvényszéki ülnök Alsó-Fehér megyében
- Zeyk Miklós (1810–1854) természettudós, ornitológus, magyar szabadságharcos, a magyar gyorsírás úttörője
- Zeyk Domokos (1816–1849) magyar honvédszázados
- Zeyk Ferenc (1824-1885) magyar honvédszázados, gazdálkodó, szolgabíró, 1869-1875-ig alhadbiztos a magyar kir. honvédségnél
- Zeyk Albert (ca. 1828–1896) magyar honvédszázados, amerikai diplomata, magyar királyi miniszteri tanácsos
- Zeyk Károly (1848–1924) politikus, főispán